# Las hermanas Lascaraky
Las Hermanas Lascaraky es una pintura al óleo sobre tabla de 1869 de 14 × 22,5 cm del pintor italiano Giovanni Boldini. Representa a las tres hermanas de la familia rusa Lascaraky, establecida en Toscana. Fechado y firmado "4 9bre 1869 G. Boldini»,  se conserva en el museo Giovanni Boldini de Ferrara.

## Historia
En Florencia, Boldini encontró un ambiente lleno de estímulos y se embarcó en una lucrativa actividad como retratista. La proximidad al círculo Macchiaioli, un grupo de artistas que lucharon por afirmar las razones de un arte no convencional y fiel al arte "verdadero", sustenta su búsqueda de una nueva manera de entender el retrato, a cuya renovación Boldini contribuirá de modo decisivo.
Esta obra es uno de los retratos más íntimos y experimentales, de pequeñas dimensiones y con innovadoras poses informales, que el joven Giovanni Boldini realizó, además de su producción oficial, durante su estancia en Florencia: eligió no hacer posar a sus modelos, las hermanas Lascaraky que pertenecían a una familia rusa que vivía en Florencia, sino colocarlas en espacios que les fueran familiares y representarlas en actitudes casuales y naturales.
Fechado abajo a la derecha “4 9bre 1869 G. Boldini”, el panel tiene todo el sabor de una página de un diario personal, la historia de un momento feliz de su vida que el pintor siempre quiso conservar consigo.

## Descripción
Las tres hermanas están sentadas en un sofá, ocupadas cosiendo. La del centro, en un gesto graciosamente inapropiado, estira las piernas para colocar los pies sobre los de la mesa redonda, amplificando el carácter íntimo de la escena.

## Análisis
Al igual que otros retratos íntimos de este período, esta obra se caracteriza por una pincelada vigorosa y un uso original del color, aplicado con un gesto enérgico.
Para causar una profunda impresión en sus colegas y abrir nuevas perspectivas para el retrato de la época, Boldini optó sobre todo por situar a los sujetos ya no en entornos preparados, como enseñaba la academia, sino en el propio "estudio como telón de fondo, con cuadros grabados y otros objetos fijados a la pared, sin afectar de ninguna manera al retrato»; esto constituye un elemento fundamental, no sólo desde el punto de vista formal, ya que, revelando las personalidades y los gustos de los modelos, Boldini ancla la composición a un tiempo y lugar definidos, y por tanto a una realidad concreta más que ideal o poética.
Ejemplo de este periodo temprano, la obra es también fruto de una intuición psicológica de extraordinaria sutileza. En esta auténtica pieza de la realidad burguesa contemporánea, Boldini logra recrear el carácter de las muchachas y la dinámica de sus afectos mediante la descripción de sus actitudes. Sentadas en un sofá, las hermanas se dedican a la costura. El gesto graciosamente «despeinado» de la joven del centro, que estira las piernas para apoyar los pies en los del velador, acentúa aun más la intimidad de la escena, una intimidad familiar de la que participó el pintor. La mayor de las tres, Lola, está sentada a la izquierda y ha interrumpido su trabajo un momento en busca de la mirada del artista, gesto que subraya la confianza que les unía en aquel momento.